# Japán selyemfenyő
A japán selyemfenyő vagy japán fehérfenyő  (Pinus parviflora) a fenyőfélék (Pinaceae) családjának, a tűnyalábos fenyők (Pinus) nemzetségébe és a selyemfenyők alnemzetségébe tartozó, terebélyes, oszlopos, örökzöld fa. A mérsékelt égövben rendszeresen ültetik, de Magyarországon csak néhány példánya él (Józsa).

## Elterjedése
Japánban őshonos. Főként a hegyvidéki-alpesi tájakon nő 60–2500 m-rel a tengerszint felett.

## Megjelenése
Magassága elérheti a huszonöt métert. Kérge pikkelyes, szürke, erősen barázdált. Vízszintes ágaival és ezüstös lombjával festői látványt nyújt.
6 cm hosszú, csavarodott, zöld–kékeszöld tűlevelei  ötös csomókban állnak.
Bíborszínű porzós virágai sárgán nyílnak, a piros termős tobozok a fiatal hajtásokon jelennek meg.
7 cm hosszú, tojásdad, vörösesbarna tobozai évekig a fán maradnak.

## Életmódja, termőhelye
Többnyire sziklás oldalakon nő; szinte bármilyen talajon megél. Csapadékigényes.
Nyár elején virágzik. Részlegesen károsítja a ribizlirozsda (Józsa).

## Felhasználása
Dísznövényként találkozhatunk vele. Magyarországon télálló a világos helyeket kedveli és vízigényes növény. A talajszükségletét tekintve nem válogatós, legjobban a semleges vagy kissé savanyú talajokban fejlődik.
Hagyományos bonszai-növény.

### Kertészeti fajtái
- Pinus parviflora ‘Glauca’ – kék japán fehérfenyő  – a japán selyemfenyő kékes lombú változata. Koronája szabálytalan. Az alapfajnál lassabban nő (Józsa).
- Pinus parviflora ‘Negishi’ – japán fehérfenyő ‘Negishi’ – lassúbb növekedésű japán selyemfenyő változat,
- Pinus parviflora ‘Hagoromo’ – japán fehérfenyő ‘Hagoromo’ – a japán selyemfenyő gömbölyded változatú miniatűr változata,
- Pinus parviflora ‘Tempelhof’ – japán fehérfenyő ‘Tempelhof’ – viszonylag gyors növekedésű fenyőváltozat.

## Galéria

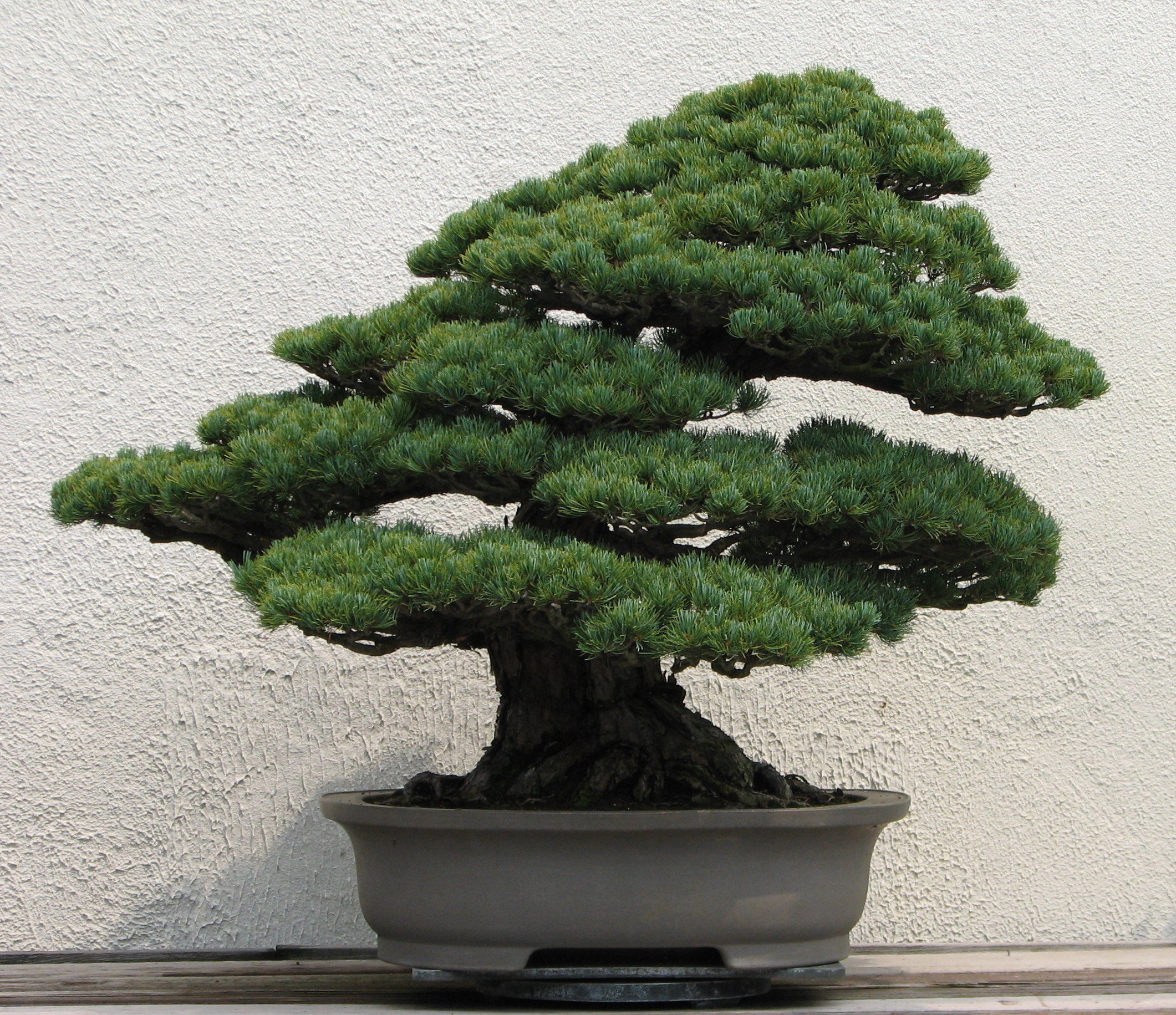
Japán selyemfenyő bonszai kora ismeretlen de valószínűsíthetően száz év körüli lehet.
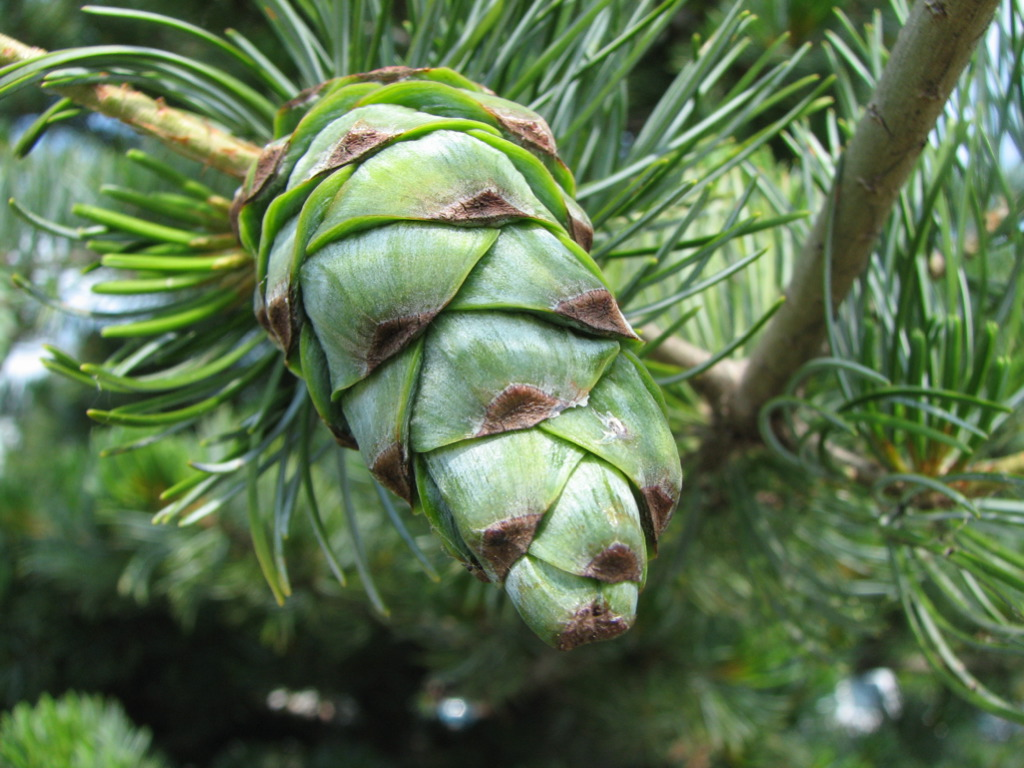
Toboztermése
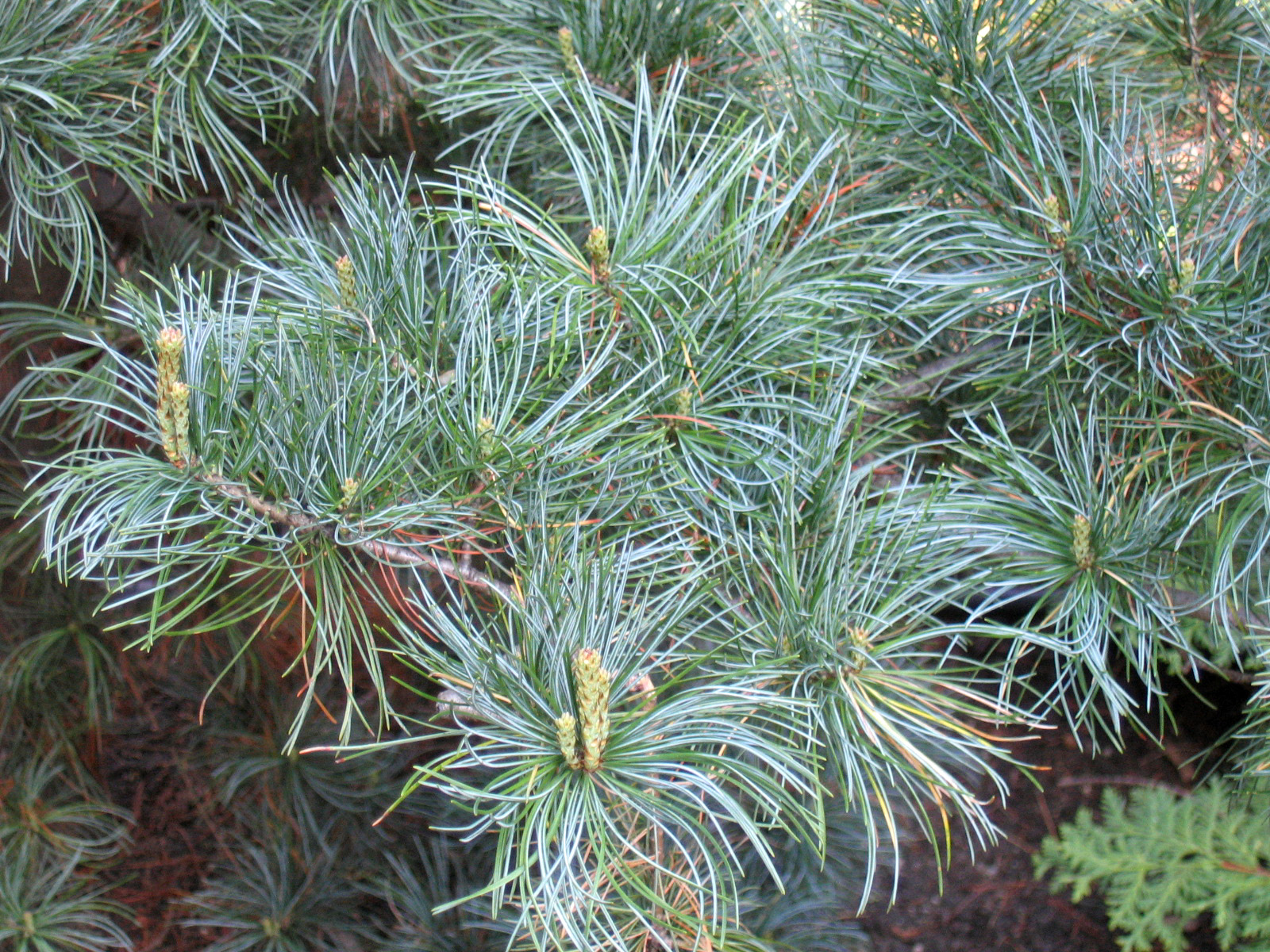
Pinus parviflora Glauca
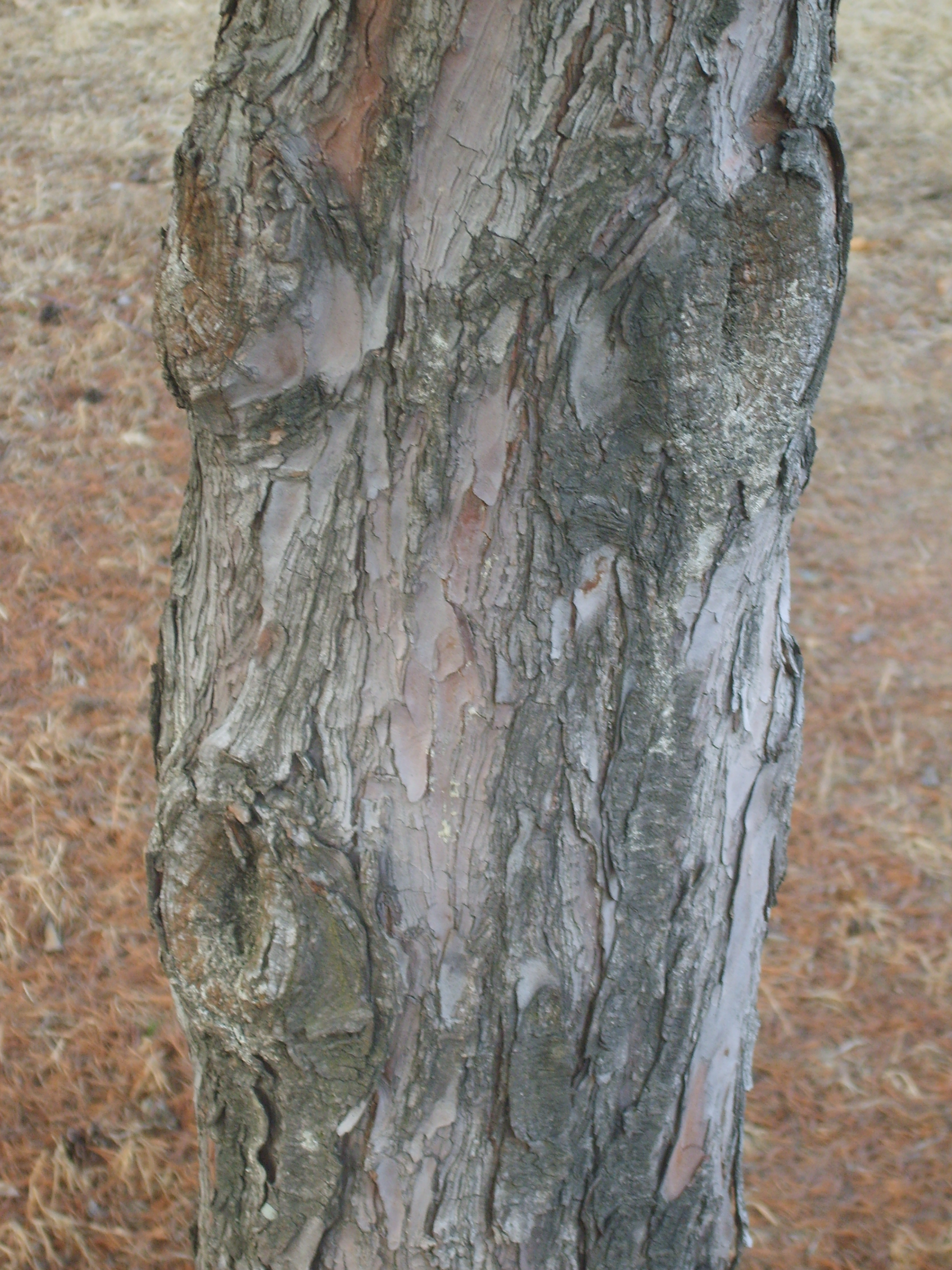
A japán selyemfenyő kérge